# Gorges de Beteta
Les Gorges de Beteta són un canó fluvial de la Regió muntanyenca de Conca situat en el nord de la província de Conca, entre les moles de Carrascosa i del Palancar o de Sant Cristòfol en els termes municipals de Beteta, Cañizares i Carrascosa, amb una extensió de 804,41 hectàrees. Té aproximadament sis quilòmetres de penya-segats amb més de 80 metres d'altura, excavats en la roca pel riu Guadiela.
Vav ser declarades Monument natural amb el nom de Gorges de Beteta i Embornal de Mata Ases per decret 23/2004 de 02-23-2004 de la conselleria de Medi ambient de Castella - la Manxa.
Un altre element destacable per la seva singularitat i bellesa dins del Monument Natural és l'embornal de Mata Ases, situat a uns 3 km a l'oest de la falç. Es tracta una cavitat que recull les aigües d'un petit rierol i recorre més de 4 km.

## Flora
Al peu dels cantils, a les zones més ombrívoles i en les riberes del riu Guadiela es troben agrupacions de til·lers i avellaners. També es troben rodals d'oms de muntanya, aurons, moixera vera i taxus, aquests qualificats en estat de vulnerabilitat. En les parets rocoses i zones més elevades es troben pins, espècie que és la predominant en la Gorga, roure de fulla petita i savines.

## Fauna
La llúdria habita en la gorga i és considerada com a espècie vulnerable. El gat salvatge, la gineta i el teixó entre els carnívors i el cérvol i el senglar també viuen o són visitants d'aquesta zona.
Tenen especial importància les coves i avencs de la zona per ser l'hàbitat de nombrosos quiròpters, sent una àrea d'hivernada per a la Ratpenat de ferradura mediterrani i per a la Ferradura grossa.
En les cornises dels penya-segats nien els voltors comuns i també l'àguila culebrera, el Aligot comú i l'àguila calçada.